# Penguin Adventure
Penguin Adventure és un videojoc de plataformes per a ordinadors MSX. Llançat per Konami en 1986, narra la història d'un pingüí que ha de guarir la seva estimada aconseguint una poma d'or. Per a aconseguir-ho ha d'anar saltant per diferent escenaris mentre esquiva enemics, obstacles naturals i lluita contra enemics finals. El jugador se situa darrere el pingüí, en un punt de vista inusual per a l'època, i mou el personatge amb el teclat o un comandament. Els nivells alternen el bosc, el gel i l'aigua amb dificultat creixent. L'èxit del joc va fer que Pentarou, el pingüí protagonista, esdevingués una mascota dels ordinadors MSX.